# La Dame de Katwe
Pour plus de détails, voir Fiche technique et Distribution.
La Dame de Katwe (Queen of Katwe) est un film biographique américain réalisé par Mira Nair, sorti en 2016.
Il s'inspire de l'histoire de Phiona Mutesi, une jeune joueuse d'échecs ougandaise qui quitte son bidonville pour devenir candidate maître de la Fédération internationale des échecs (FIDE) et championne nationale de l'Ouganda.
Le scénario du film se base sur le roman The Queen of Katwe: A Story of Life, Chess, and One Extraordinary Girl's Dream of Becoming a Grandmaster, de Tim Crothers (en).

## Synopsis
Le film est inspiré par le parcours de Phiona Mutesi, une jeune joueuse d'échecs ougandaise, présentée dans le film comme prodige, et dont la vie ainsi que celle de sa famille a été profondément transformée grâce à ses talents dans ce jeu. L'action se passe à Katwe, longtemps grand bidonville de Kampala, en Ouganda, même si ce quartier est en pleine transformation,.
Pour Phiona (dont le personnage est interprétée par Madina Nalwanga, native de Katwa) et sa famille, la vie dans ce bidonville pauvre de Katwe est une lutte constante. Sa mère, Harriet (interprétée par Lupita Nyong'o), est farouchement déterminée à prendre soin de sa famille et travaille sans relâche, vendant des légumes sur le marché pour assurer que ses enfants soient nourris et aient un toit au-dessus de leurs têtes. Lorsque Phiona rencontre Robert Katende (interprété par David Oyelowo), un joueur de football devenu missionnaire qui enseigne aux enfants les échecs, elle est captivée.
Les échecs exigent une bonne dose de concentration, de la réflexion stratégique et de la prise de risque, des compétences qui sont applicables dans la vie quotidienne, et Katende espère passionner les jeunes pour ce jeu. Phiona est impressionnée par l'intelligence et l’esprit que ce jeu exige et montre immédiatement du potentiel. Constatant cette aptitude naturelle pour les échecs et l’esprit de combat qu’elle a hérité de sa mère, Katende devient son mentor, mais Harriet est réticente à encourager sa fille dans cette passion.
Comme Phiona commence à réussir dans les compétitions d'échecs locales, Katende lui apprend à lire et à écrire afin de poursuivre sa scolarité. Elle gravit rapidement les échelons dans les tournois, mais rompt avec sa famille pour se concentrer sur sa propre vie. Sa mère finit par se rendre compte que Phiona a une chance d’exceller et fait équipe avec Katende pour l’aider à réaliser son potentiel extraordinaire, échapper à une vie de pauvreté et sauver sa famille.

## Fiche technique
Sauf indication contraire, les informations mentionnées dans cette section peuvent être confirmées par la base de données cinématographiques IMDb,  présente dans la section « Liens externes ».
- Titre original : Queen of Katwe
- Titre français : La Dame de Katwe
- Réalisation : Mira Nair
- Scénario : William Wheeler, d'adapté du roman de Tim Crothers
- Casting : Dinaz Stafford
- Direction artistique : Shane Bunce, Jonathan Hely-Hutchinson, Fritz Joubert, Emilia Roux
- Décors : Set Buyer, Melinda Launspach, Jeanette Scott
- Costumes : Mobolaji Dawodu
- Maquillage : Nadine Prigge
- Son : Heather Gross, Blake Leyh, Nico Louw
- Photographie : Sean Bobbitt
- Montage : Barry Alexander Brown
- Musique : Alex Heffes et Rebecca Dale
- Production : Troy Buder, John B. Carls, Lydia Dean Pilcher, Will Weiske
- Sociétés de production : ESPN Films, Walt Disney Pictures
- Société de distribution : Walt Disney Studios Distribution
- Budget de production : 15 000 000 $
- Pays d'origine :  États-Unis
- Langue : Anglais
- Format : Couleurs - 2,35:1 - DTS / Dolby Digital - 35 mm
- Genre : Biographie, drame, sportif
- Durée : 124 minutes (2 h 04)
- Dates de sortie : 
  -  États-Unis : 23 septembre 2016
  -  France : 7 avril 2020 (sur Disney+)

## Distribution
- Madina Nalwanga (VFB : Élisabeth Guinand) : Phiona Mutesi
- David Oyelowo[6] (VFB : Michelangelo Marchese) : Robert Katende (en)
- Lupita Nyong'o[7] (VFB : Célia Torrens) : Nakku Harriet
- Martin Kabanza (VFB : Esteban Oertli) : Mugabi Brian
- Taryn Kyaze (VFB : Laëtitia Liénart) : Night, la sœur aînée de Phiona.
- Ronald Ssemaganda : Ivan
- Ethan Nazario Lubega (VFB : Arsène Van Der Bruggen) : Benjamin
- Nikita Waligwa (VFB : Clara Mullenaerts) : Gloria Nansubuga (en), une amie de Phiona.
- Edgar Kanyike : Joseph
- Esteri Tebandeke (en) (VFB : Nancy Philippot) : Sara Katende
- Peter Odeke (en) (VFB : Franck Dacquin) : M. Barumba
- Sheebah Karungi (en) : Shakira
- Ntare Mwine : Tendo
- Maurice Kirya : Theo[8]

Version française dirigée par Bruno Mullenaerts au studio Dubbing Brothers (Belgique), d'après une adaptation des dialogues d'Adèle Masquelier. Informations prélevées du carton du doublage français.
Mentions du doublage : International Dubbing Wiki

## Production

### Distribution des rôles
En janvier 2015, David Oyelowo et Lupita Nyong'o, déjà bien connus comme acteurs, ont été parmi les premiers choix de Mira Nair pour les rôles.
Pour Lupita Nyong'o, qui a vite été intéressée par le script qui lui a été soumis, « Mira a su donner de l'authenticité et de l’amour à cette histoire. En ayant vécu en Ouganda pendant plus de 20 ans, elle connaît très bien le pays. Elle l’aime et voulait montrer ces gens comme des humains à part entière, et même s’ils vivent dans un monde de lutte, ce n’est pas ce qui définit qui ils sont »,,. David Oyelowo a lui-aussi immédiatement accepté le rôle, en voyant le film comme un « travail subversif » étant donné le manque de diversité dans le cinéma américain contemporain,.
Mira Nair a affirmé que trouver une actrice pour interpréter Phiona était très difficile. Une recherche de casting a été effectuée de juillet à décembre 2014 et l'équipe de production a auditionné près de 700 filles[réf. nécessaire]. Le directeur du casting a ensuite rencontré Madina Nalwanga, une danseuse ougandaise de 15 ans, dans une classe de danse communautaire, qui a finalement obtenu le rôle.

### Tournage
Le tournage a débuté en avril 2015,. Le film a été entièrement tourné en Afrique, dans les bidonvilles de Katwe à Kampala, en Ouganda et à Johannesburg, en Afrique du Sud. Plus d'une centaine d'ougandais ont travaillé comme figurants pour les scènes de rue dans le film, quatre-vingts d'entre eux étaient sans expérience préalable. Mira Nair a travaillé avec les enfants en créant un camp d'entraînement actif pour les aider.
Mira Nair et le photographe Sean Bobbitt ont utilisé différentes approches visuelles pour les différents matches de Mutesi. Katende, qui était présent au tournage, a conçu les jeux, tandis que Mira Nair et Bobbitt ont travaillé sur chaque coup. Les scènes d'échecs étaient compliquées car la feuille d'appel contenait des mouvements réels d'échecs. Mira Nair et le monteur Barry Brown ont coupé les scènes pour maintenir le rythme dramatique. La production s'est terminée en juin 2015 après 54 jours de tournage.
Les thèmes de la confiance en soi, des rivalités de classes et du sens du devoir sont indirectement évoqués. Sortant de son territoire de prédilection, la réalisatrice indienne Mina Fair exploite de manière réaliste et expressive le contexte africain. Pour autant, les échanges entre personnages ougandais restent en anglais.

## Accueil

### Accueil en salle et par les critiques cinématographiques
En salle, le film ne fait pas partie des grands succès de la compagnie Disney.
L'accueil critique est correct. Pour The Guardian, « le scénario est parfois un peu prévisible, mais c'est une production Disney, après tout. Malgré cela, Mira Nair dirige la distribution avec légèreté et empathie, et le directeur de la photographie Sean Bobbitt l'aide à mettre en avant le sens des couleurs qui a rendu le succès de Nair en 2001, Monsoon Wedding, si mémorable. Ce film a un côté authentique et mélange l'intelligence avec une immédiateté émotionnelle irréversible. ».
Lupita Nyong'o a reçu plusieurs distinctions pour son interprétation d'un second rôle (Black Reel Awards 2017,Central Ohio Film Critics Association Awards, 48e cérémonie des NAACP Image Awards, etc.), ainsi que l'actrice interprétant le rôle principal de Phiona Mutesi, Madina Nalwanga (NAACP Image Awards, etc.). En revanche, l'actrice Nikita Pearl Waligwa, interprétant le rôle de Gloria, une jeune fille qui fait découvrir les échecs à Phiona Mutesi, décède quelques années plus tard, à 15 ans. La jeune actrice ougandaise souffrait d'une tumeur au cerveau diagnostiquée en 2016. Durant le tournage, la réalisatrice Mira Nair a lancé un appel aux dons pour financer une opération en Inde, l'Ouganda ne disposant pas d'équipements nécessaires. L'adolescente avait été déclarée guérie en 2017, avant l'apparition d'une autre tumeur un an plus tard.

### Distinctions
| Date              | Distinction                               | Catégorie                                               | Nom                                                     | Résultat   |
| ----------------- | ----------------------------------------- | ------------------------------------------------------- | ------------------------------------------------------- | ---------- |
| 18 septembre 2016 | Festival international du film de Toronto | People's Choice Award                                   | Mira Nair                                               | 3e place   |
| 8 décembre 2016   | Evening Standard British Film Awards      | Meilleur acteur                                         | David Oyelowo (aussi pour A United Kingdom)             | Nomination |
| 11 décembre 2016  | Critics' Choice Movie Awards              | Meilleur espoir féminin                                 | Madina Nalwanga                                         | Nomination |
| 19 décembre 2016  | Women Film Critics Circle                 | Meilleur film familial                                  | Queen of Katwe                                          | Lauréat    |
| 19 décembre 2016  | Women Film Critics Circle                 | Meilleur film fait par une femme ou à propos des femmes | Queen of Katwe                                          | Nomination |
| 19 décembre 2016  | Women Film Critics Circle                 | Meilleure actrice                                       | Madina Nalwanga                                         | Nomination |
| 19 décembre 2016  | Women Film Critics Circle                 | Meilleure image de la femme                             | Queen of Katwe                                          | Nomination |
| 21 décembre 2016  | Alliance of Women Film Journalists        | Meilleure réalisatrice                                  | Mira Nair                                               | Nomination |
| 21 décembre 2016  | Alliance of Women Film Journalists        | Prix EDA de la meilleure révélation                     | Madina Nalwanga                                         | Nomination |
| 12 janvier 2017   | Golden Tomato Awards                      | Meilleur film 2016 pour enfants ou la famille           | Queen of Katwe                                          | 2e place   |
| 22 janvier 2017   | London Film Critics Circle                | Acteur britannique/irlandais de l'année                 | David Oyelowo (aussi pour A United Kingdom)             | Nomination |
| 11 février 2017   | NAACP Image Awards                        | Meilleur acteur                                         | David Oyelowo                                           | Nomination |
| 11 février 2017   | NAACP Image Awards                        | Meilleure réalisatrice                                  | Mira Nair                                               | Nomination |
| 11 février 2017   | NAACP Image Awards                        | Meilleure actrice                                       | Madina Nalwanga                                         | Nomination |
| 11 février 2017   | NAACP Image Awards                        | Meilleure actrice dans un second rôle                   | Lupita Nyong'o                                          | Nomination |
| 16 février 2017   | Black Reel Awards                         | Meilleure actrice                                       | Madina Nalwanga                                         | Nomination |
| 16 février 2017   | Black Reel Awards                         | Meilleure actrice dans un second rôle                   | Lupita Nyong'o                                          | Nomination |
| 16 février 2017   | Black Reel Awards                         | Meilleure chanson originale                             | Alicia Keys, Illangelo, Billy Walsh (pour Back to Life) | Nomination |
| 8 février 2017    | African-American Film Critics Association | Top 10 des films de l'année                             | Queen of Katwe                                          | 10e place  |
| 29 mars 2017      | National Film Awards UK                   | Meilleur film étranger                                  | Queen of Katwe                                          | Nomination |
| 29 mars 2017      | National Film Awards UK                   | Meilleure actrice dans un second rôle                   | Lupita Nyong'o                                          | Nomination |